# احمد ناصر-غرافة (القفر)

تعديل مصدري - تعديل

احمد ناصر-غرافة محلة تابعة لقرية الشارصي، التابعة لعزلة بني جماعة بمديرية القفر إحدى مديريات محافظة إب في الجمهورية اليمنية، بلغ تعداد سكانها 33 حسب تعداد اليمن لعام 2004.